# Plínio Pompeu
Plínio Pompeu de Saboia Magalhães (Ipu, 3 de março de 1892 — 27 de abril de 1994) foi um engenheiro e político brasileiro. Foi deputado federal e senador pelo Ceará. Também foi prefeito de Fortaleza de 1934 a 1935.
Era o segundo dos treze filhos de João Pompeu de Sousa Magalhães (1863 - 1937) e de Jacinta Viriato de Saboia (1866 - 1945). Dentre seus irmãos, destaca-se Randal Pompeu, ex-prefeito de Sobral e ex-parlamentar. Pelo lado materno era também sobrinho-neto do Visconde de Saboia e, pelo lado paterno, sobrinho-bisneto de Tomás Pompeu de Sousa Brasil.
Casou-se em 11 de fevereiro de 1928 com Maria da Soledade Saboia (1904 - 1993), uma prima distante, filha de José Saboia de Albuquerque e de Maria da Soledade Miranda Pessoa (neta de Francisco de Paula Pessoa). O casal teve três filhos:
1. Lúcia Pompeu de Saboia Magalhães (1929 - 1954), falecida em acidente automobilístico;
2. José Saboia Neto (1933 - 1978), construtor, pai da ex-senadora Patrícia Saboya;
3. Gilberto Saboia Pompeu (1935 - 1985), engenheiro civil, falecido em acidente automobilístico.